# 吉森保
吉森 保（よしもり たもつ、1958年9月3日 - ）は、日本の生物学者。大阪大学名誉教授。主な業績は哺乳類オートファジーの分子機構と生理機能の研究。
オートファジーを研究するベンチャー企業「AutoPhagyGO」を2019年6月に設立した。

## 経歴
- 1958年9月 - 大阪府生まれ。
- 1977年3月 - 東京都立竹早高等学校卒業[2]。
- 1981年3月 - 大阪大学理学部生物学科卒業[3]
- 1983年3月 - 大阪大学大学院医学研究科医科学専攻修士課程修了[3]
- 1986年3月 - 大阪大学大学院医学研究科博士課程中退
- 1989年7月 - 大阪大学大学院医学研究科博士号
- 1986年4月〜1996年6月 - 関西医科大学生理学第一講座助手
- 1993年7月 - European Molecular Biology Laboratory（EMBL･ドイツ) 博士研究員
- 1996年7月 - 岡崎国立共同研究機構 基礎生物学研究所助教授[3]
- 2002年3月 - 情報・システム研究機構 国立遺伝学研究所教授[3]
- 2006年2月 - 大阪大学微生物病研究所教授[3]
- 2010年4月 - 大阪大学大学院生命機能研究科・医学系研究科教授
- 2014年7月 - 大阪大学特別教授称号授与
- 2017年7月 - 大阪大学栄誉教授称号授与[4]
- 2024年3月 - 定年退職[5]
- 2024年4月 - 大阪大学大学院医学系研究科保健学専攻特任教授 (大阪大学名誉教授)
- 2025年4月 - 大阪大学大学院医学系研究科保健学専攻　Beyond Cell Reborn学寄附講座　寄附講座教授

## 受賞歴
- 2017年 - 持田記念学術賞
- 2015年 - 上原賞
- 2015年 - 大阪大学総長顕彰（研究部門）
- 2014年 - 柿内三郎記念賞
- 2014年 - 大阪大学総長顕彰（研究部門）
- 2013年 - 大阪大学総長顕彰（研究部門）
- 2013年 - 文部科学大臣表彰科学技術賞（研究部門）
- 2012年 - 大阪大学総長顕彰（研究部門）

## 栄典
- 2019年 - 紫綬褒章受章[6]

## 著作

### 単著
- 『不老長寿の食事術 オートファジーで細胞から若返る』吉森 保・松崎 恵理 著、KADOKAWA、2023年。

　　　ISBN 978-4-0460-6367-0
- 『生命を守るしくみ オートファジー 老化、寿命、病気を左右する精巧なメカニズム』講談社ブルーバックス、2022年。

　　　ISBN 978-4-0652-6808-7
- 『LIFE SCIENCE 長生きせざるをえない時代の生命科学講義』PHP研究所、2020年。

　　　ISBN 978-4-8222-8866-2

### 編纂
- 水島昇・吉森保編『オートファジー ―生命をささえる細胞の自己分解システム』化学同人、2012年。ISBN 978-4-7598-1505-4

## 関連人物
- 大隅良典
- 水島昇